# Ronald de Leeuw

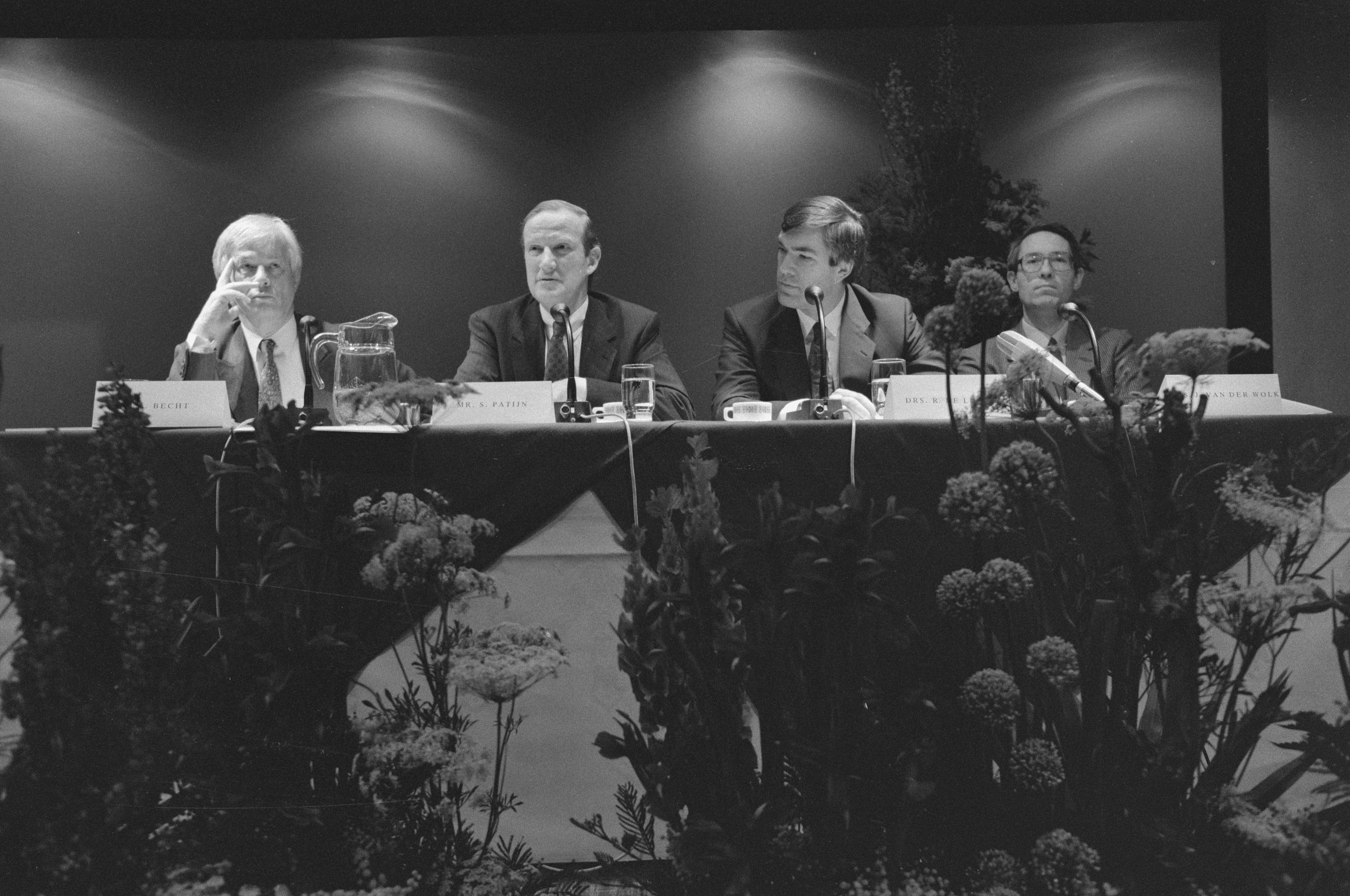
Ronald de Leeuw 1989 (2. v. r.)

Ronald de Leeuw (* 5. Oktober 1948 in Rotterdam) ist  ein niederländischer Kunsthistoriker und ehemaliger Direktor des Van Gogh Museums und des Rijksmuseums in Amsterdam.

## Leben und Werk
Ronald de Leeuw studierte Kunstgeschichte in Los Angeles und an der Universität Leiden. Von 1977 bis 1984 arbeitete er als Hauptbetreuer im Dienst Verstreute Reichssammlungen. Dann war er ein Jahr Hauptkonservator der Sammlungen im Reichsdienst Bildende Kunst. 1986 wurde er Leiter des Van Gogh Museums. Noch bekannter wurde als Direktor im Rijksmuseum Amsterdam von 1996 bis zur Pensionierung 2008. Von 1994 bis 2008 war er daneben Hochschullehrer an der Vrije Universiteit Amsterdam. Er war seit 2008 am Konzept für das Haus der Europäischen Geschichte beteiligt.
Als Kunsthistoriker ist De Leeuw Spezialist in der niederländischen Landschaftsmalerei des 19. Jahrhunderts, wozu er viele Publikationen und Kataloge erstellt hat. In seine Zeit am Rijksmuseum fiel der Beginn von dessen baulicher Renovierung. Inhaltlich suchte er nach Beziehungen zwischen Geschichte und Kunst. Bekannt ist sein Ausspruch: Kunst is iets dat je deelt. Als je het niet deelt is het helemaal niets. („Kunst ist etwas, das du teilst. Wenn du es nicht teilst, ist es gar nichts.“)
Am  29. April 2005 wurde De Leeuw zum Offizier im Orden von Oranien-Nassau ernannt.